# Derrick Rose
Derrick Martell Rose Sr. (Chicago, Illinois, 4 de octubre de 1988) es un exjugador de baloncesto estadounidense que disputó quince temporadas en la NBA. Con 1,91 metros de altura, jugaba en la posición de base. En 2011, en su tercera temporada, y a la edad de 22 años y 191 días, fue nombrado MVP, siendo el más joven de la historia de la NBA.

## Trayectoria deportiva

### Inicios
Jugó sus años de high school en el Simeon Career Academy de su ciudad natal, equipo con el que consiguió ganar dos años consecutivos en el campeonato estatal, algo que ninguna escuela de Illinois había logrado hasta entonces. En su última temporada lideró a su equipo para conseguir el campeonato ante la escuela preclasificada como número 1, Oak Hill Academy, ganando 78-75 en un partido retransmitido por la televisión nacional, partido que reúne a los mejores jugadores de instituto del país. En el total de su trayectoria escolar su equipo logró 120 victorias por tan solo 12 derrotas.

### Universidad
Derrick jugó durante una única temporada con los Tigers de la Universidad de Memphis, en la cual promedió 14,9 puntos, 4,7 asistencias y 4,5 rebotes por partido. Lograron clasificarse para la Final Four de 2008, disputando la final ante la Universidad de Kansas. Pero los Jayhawks de Kansas acabaron derrotando a los Tigers por 75-68, 20 años después desde su anterior título.
En 9 partidos anotó 20 o más puntos, y acabó como cuarto mejor pasador de la Conference USA. Tras esa temporada se declaró elegible para el draft de la NBA.

#### Estadísticas
| Año     | Equipo  | PJ | PT | MPP  | %TC  | %3P  | %TL  | RPP | APP | ROB | TPP | PPP  |
| ------- | ------- | -- | -- | ---- | ---- | ---- | ---- | --- | --- | --- | --- | ---- |
| 2007–08 | Memphis | 40 | 40 | 29.2 | .477 | .337 | .712 | 4.5 | 4.7 | 1.2 | .4  | 14.9 |

### NBA

#### Chicago Bulls
Fue elegido en la primera posición del Draft de la NBA de 2008 por Chicago Bulls. Su primera temporada en la NBA la comenzó anotando 10 puntos o más en sus 45 primeros partidos en la liga, siendo el primer novato de los Bulls en conseguirlo desde Michael Jordan, y más tarde convirtiéndose en el mejor rookie de noviembre al promediar 18,9 puntos y 6,1 asistencias. En diciembre logró de nuevo el galardón, y en febrero participó en el Rookie Challenge del All-Star Weekend de 2009, anotando 4 puntos y liderando a los novatos con 7 asistencias y se proclamó campeón del Skills Challenge, siendo el primer novato en conseguirlo. Al finalizar la temporada fue coronado como Rookie del Año de la NBA, con promedios de 16,8 puntos, 47,5% en tiros de campo, ,3 asistencias y 3,9 rebotes por partido, formando parte también del mejor quinteto de novatos. En su debut en playoffs, anotó 36 puntos, repartió 11 asistencias y capturó 4 rebotes en la victoria ante Boston Celtics en la prórroga por 105-103. Sus 36 puntos igualaron la marca de Kareem Abdul-Jabbar de más puntos anotados por un novato en su primer partido de playoffs y se convirtió en el segundo jugador en la historia en conseguir al menos 35 puntos y 10 asistencias en su debut en playoffs. Finalmente, los Celtics eliminaron a los Bulls en siete partidos.
En los inicios de su segunda temporada una lesión producida en uno de sus tobillos lastró su rendimiento durante el primer tramo de competición, pero, una vez recuperado completamente, el nivel de Rose mejoró exponencialmente y con él el de su equipo, lo que llevó a este a posiciones de playoffs y al sophomore a disputar, por primera vez en su carrera, el All-Star Game de la NBA. Tras problemas con las lesiones no solamente de Rose sino también de otros compañeros los Bulls cayeron fuera de playoffs y la cosa parecía no ir a más, pero en un gran sprint final los pupilos de Del Negro consiguieron entrar en la lucha final. Merced a su gran actuación en este periodo de abril, Rose fue designado mejor jugador del mes de la Conferencia Este. Tras esto, ya en playoffs, los Bulls de Rose enfrentaron a los Cavaliers liderados por LeBron James, que, si bien derrotaron a los de Chicago en cinco partidos, hubieron de sufrir enormemente para doblegar a los de Rose y Noah, que completaron, por segundo año consecutivo, unos playoffs fenomenales. 

En el verano es convocado por la federación norteamericana para representar a Estados Unidos en el Mundial de Baloncesto de Turquía, resultado campeones con cierta facilidad.

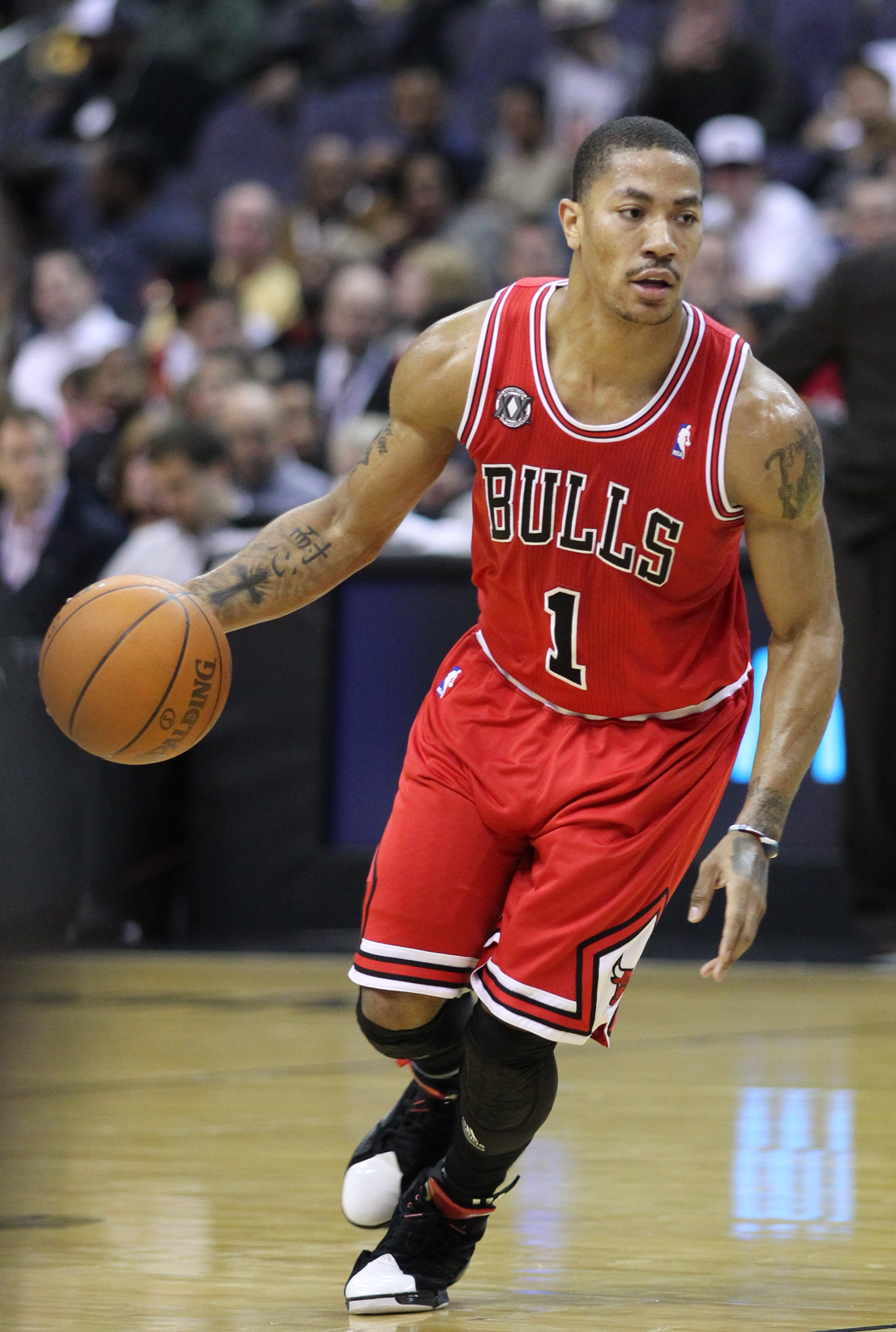
Rose lideró a los Bulls con 62 victorias, durante la temporada 2010-11 de la NBA.

Rose se consagró como una gran estrella de la NBA en la temporada 2010-11. A pesar de un inicio dubitativo, gracias al gran juego de Rose y sus compañeros, los Bulls consiguieron el mejor balance de la temporada regular al firmar un total de 62 victorias por 20 derrotas. A nivel individual Rose realiza una campaña memorable (25 puntos, 7,7 asistencias y 4,1 rebotes por partido) que le vale para sumar su segunda participación en un partido All-Star y ser nombrado MVP (mejor jugador) de la temporada, convirtiéndose así en el jugador más joven en lograrlo. Se une a Michael Jordan como los dos únicos "Bulls" en conseguirlo. Al final de la temporada, Rose se convirtió en el tercer jugador desde la temporada 1972-73 en registrar 2000 puntos y 600 asistencias en una sola temporada. Los otros dos jugadores fueron LeBron James y Michael Jordan. En los playoffs los Chicago Bulls se deshacen de Indiana Pacers y Atlanta Hawks en primera y segunda ronda respectivamente. Rose firma su anotación más alta en un partido de playoffs con 44 puntos frente a Atlanta Hawks. En la final de la conferencia Este contra Miami Heat, los Bulls partían con el factor cancha a su favor, pero fueron derrotados en 5 partidos gracias a la gran actuación del "Big Three" de Miami: Chris Bosh, Dwyane Wade y LeBron James. Durante los playoffs de 2011, Rose promedió 27,1 puntos por partido, pero sólo anotó un 39% en tiros de campo y un 24% en triples.
En diciembre de 2011, Rose firmó con los Bulls una extensión de 94,8 millones de dólares a razón de 5 años. Esto significaba el 30% del espacio salarial del equipo, el máximo que un equipo puede otorgar a un solo jugador, creando una nueva regla de salario en la NBA llamada "Regla Derrick Rose". Rose también participó en el All-Star como segundo más votado, después de Dwight Howard promediando esa temporada 21,8 puntos, 7,9 asistencias y 3,4 rebotes. Derrick tuvo una mala temporada en lo que respecta a lesiones, se perdió 37 partidos (de 66 totales debido al lockout) por continuas molestias mientras que en sus 3 primeras temporadas en la NBA solo se había perdido 6 encuentros. Aun así los Bulls consiguieron el mejor balance de la temporada otra vez (50-16, debido al ya mencionado lockout). Durante el primer partido de playoffs contra Philadelphia 76ers, Rose (23 pts, 9 reb, 9 ast) se lesionó la rodilla izquierda al saltar, fue en los momentos finales quedando 1:22 por jugar y cuando Chicago tenía el partido ganado liderando por 12 puntos. Se informó que Rose se había lesionado el ligamento cruzado anterior y se perdería el resto de la temporada y el comienzo de la siguiente, lo que condicionó mucho las aspiraciones de los Bulls al anillo, de hecho quedaron eliminados por un 4-2 en primera ronda, dando los 76ers la sorpresa y pasando la eliminatoria aprovechando el golpe moral en el equipo de Chicago. En mayo de 2012, se dijo que Rose tendría un intervalo de recuperación entre 8 y 12 meses.
Tras decirse a principios de temporada regular que podría regresar a las pistas tras el parón del All Star (finales de febrero) se alargó esa fecha hasta finales de marzo, nunca se dijo que Rose volvería seguro esa misma temporada pero las ganas por parte de la prensa y de los aficionados por verlo de vuelta metían presión a Chicago y al propio Rose por volver hasta el punto de que el jugador dijese en un comunicado que hasta que no estuviese al 110% no volvería a las pistas. Se le dio el alta médica el 8 de marzo pero según el propio Rose no estaba mentalmente preparado para su regreso. Las campañas de Adidas y demás patrocinadores se multiplicaron pero sin resultado, Derrick no volvió a pista esa temporada pese a las dudas sobre su compromiso por parte de aficionados al baloncesto, Rose no quiso arriesgar a estar otros 11 meses en el dique seco y prefirió reservarse para la temporada 2013-14. Los Bulls consiguieron clasificarse para Playoffs con un balance de 45-37 tirando de casta pese a las continuas lesiones de sus jugadores y sin su máxima estrella durante toda la campaña, esto les valió para obtener la 5.ª plaza en el Este y así enfrentarse a los reubicados Brooklyn Nets en primera ronda de playoffs, serie que tuvo que irse al 7.º partido en cancha visitante, pese a ello los Bulls consiguieron ganar tirando de casta y orgullo, siendo esta la primera victoria de la historia de la franquicia en un séptimo partido en cancha visitante (1-6), certificaron de esta manera su pase a semifinales de conferencia donde les esperaba Miami Heat, vigente campeón de la NBA. Consiguieron ganar el primer partido en Miami robando así el factor cancha pero cayeron en los siguientes 4 partidos debido sobre todo al agotamiento de la primera serie y a la plantilla mermada de los de la Ciudad del Viento. Pese a la eliminación en segunda ronda muchos calificaron esta temporada como una de las mejores de la era post-Jordan,[cita requerida] supieron luchar contra las adversidades en forma de lesiones continuas muy importantes para el equipo.
[actualizar]
Durante la temporada y al estar recuperado de sus lesiones Rose promedió 16,4 puntos y 4,7 asistencias en 66 partidos jugados en la 2015-16.

#### New York Knicks
A finales del mes de junio de 2016, los Chicago Bulls decidieron enviar a Rose a New York Knicks mediante un traspaso en el que se involucraron a varios jugadores. Rose llegó a NY junto a Justin Holiday y una segunda ronda del Draft de 2017. A cambio los Bulls recibieron a Robin Lopez, Jerian Grant y José Manuel Calderón. Hizo su debut con los Knicks en el partido inaugural de la temporada ante Cleveland Cavaliers, anotando 17 puntos.
El 10 de enero de 2017 fue multado por volar a Chicago sin permiso del club para ver a su madre, al no haberlo notificado con anterioridad. El 2 de abril, un desgarro en el menisco le hace pasar por quirófano, perdiéndose el resto de la temporada.

#### Cleveland Cavaliers

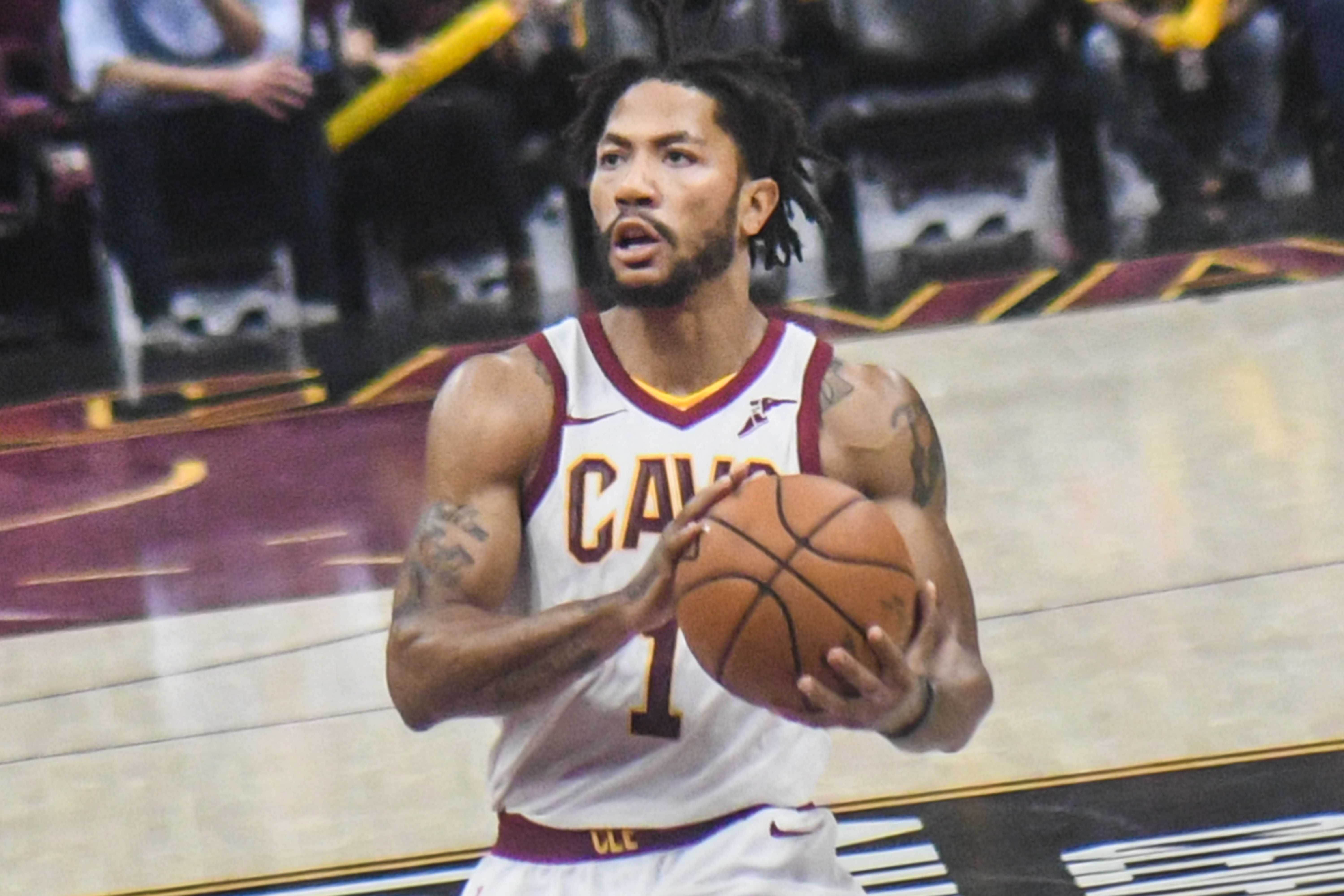
Rose con los Cavs en 2017.

El 25 de julio de 2017 fichó como agente libre por los Cleveland Cavaliers. En su debut con el equipo ante los Boston Celtics logró 14 puntos en la victoria por 102-99. El 24 de noviembre dejó el equipo para replantearse su futuro en la NBA. Incrementó su frustración a causa de las lesiones que le hicieron incluso plantearse la retirada. Volvió a trabajar con el equipo médico de los Cavs en diciembre con la esperanza de recuperarse de un esguince de tobillo izquierdo y espolones óseos.
El 18 de enero de 2018 regresó a las pistas tras más de dos meses de parón, anotando 9 puntos en 13 minutos en un partido ante Orlando Magic.
El 8 de febrero fue traspasado a Utah Jazz en un acuerdo a tres bandas que implicó además a los Cavs y Sacramento Kings. Dos días más tarde fue despedido por los Jazz sin llegar a debutar.

#### Minnesota Timberwolves
El 8 de marzo de 2018 firmó contrato con los Minnesota Timberwolves. El 31 de octubre, en su primera titularidad en la temporada 2018-19, logró batir su marca personal de anotación, al conseguir 50 puntos ante Utah Jazz.

#### Detroit Pistons
El 30 de junio de 2019, firma con los Detroit Pistons un contrato de $15 millones por dos años.

#### Regreso a los Knicks
Durante su segunda temporada en Detroit, el 7 de febrero de 2021 es traspasado a New York Knicks a cambio de Dennis Smith Jr. En los Knicks vuelve a encontrarse con Tom Thibodeau, el que fuera su entrenador en los Bulls y también en su paso por Minnesota.
El 2 de agosto de 2021, consigue una extensión de contrato con los Knicks por $43 millones y 3 años. El 23 de diciembre, los Knicks anuncian que Rose podría perderse 8 semanas de competición tras someterse a una cirugía en el tobillo derecho.

#### Memphis
Tras dos temporadas y media en Nueva York, el 30 de junio de 2023, firma con Memphis Grizzlies por dos temporadas.

#### Retirada
Después de una temporada en Memphis, el 23 de septiembre de 2024, es cortado por los Grizzlies.
Tres días después, el 26 de septiembre, con 35 años, anuncia su retirada del baloncesto profesional, tras quince temporadas en la NBA.
El 3 de enero de 2025, los Chicago Bulls anunciaron que retirarán oficialmente su camiseta con el número 1 durante la temporada 2025-26, uniéndose de esta forma al selecto grupo de jugadores tales como Jerry Sloan, Bob Love, Michael Jordan y Scottie Pippen.

## Estadísticas de su carrera en la NBA

### Temporada regular
| Año      | Equipo    | PJ  | PT  | MPP  | %TC  | %3P  | %TL   | RPP | APP | ROB | TPP | PPP  |
| -------- | --------- | --- | --- | ---- | ---- | ---- | ----- | --- | --- | --- | --- | ---- |
| 2008-09  | Chicago   | 81  | 80  | 37.0 | .475 | .222 | .788  | 3.9 | 6.3 | .8  | .2  | 16.8 |
| 2009-10  | Chicago   | 78  | 78  | 36.8 | .489 | .267 | .766  | 3.8 | 6.0 | .7  | .4  | 20.8 |
| 2010-11  | Chicago   | 81  | 81  | 37.4 | .445 | .332 | .858  | 4.1 | 7.7 | 1.0 | .6  | 25.0 |
| 2011-12  | Chicago   | 39  | 39  | 35.3 | .435 | .312 | .812  | 3.4 | 7.9 | .9  | .7  | 21.8 |
| 2013-14  | Chicago   | 10  | 10  | 31.1 | .354 | .340 | .844  | 3.2 | 4.3 | .9  | .4  | 15.9 |
| 2014-15  | Chicago   | 51  | 51  | 30.0 | .405 | .280 | .813  | 3.2 | 4.9 | .7  | .3  | 17.7 |
| 2015-16  | Chicago   | 66  | 66  | 31.8 | .427 | .293 | .793  | 3.4 | 4.7 | .7  | .2  | 16.4 |
| 2016-17  | New York  | 64  | 64  | 32.5 | .471 | .217 | .874  | 3.8 | 4.4 | .7  | .3  | 18.0 |
| 2017-18  | Cleveland | 16  | 7   | 19.3 | .439 | .250 | .854  | 1.8 | 1.6 | .2  | .3  | 9.8  |
| 2017-18  | Minnesota | 9   | 0   | 12.4 | .426 | .167 | 1.000 | .7  | 1.2 | .4  | .0  | 5.8  |
| 2018-19  | Minnesota | 51  | 13  | 27.3 | .482 | .370 | .856  | 2.7 | 4.3 | .6  | .2  | 18.0 |
| 2019-20  | Detroit   | 50  | 15  | 26.0 | .490 | .306 | .871  | 2.4 | 5.6 | .8  | .3  | 18.1 |
| 2020-21  | Detroit   | 15  | 0   | 22.8 | .429 | .333 | .840  | 1.9 | 4.2 | 1.2 | .3  | 14.2 |
| 2020-21  | New York  | 35  | 3   | 26.8 | .487 | .411 | .883  | 2.5 | 4.2 | .9  | .4  | 14.9 |
| 2021-22  | New York  | 26  | 4   | 24.5 | .445 | .402 | .968  | 3.0 | 4.0 | .8  | .5  | 12.0 |
| 2022-23  | New York  | 27  | 0   | 12.5 | .384 | .302 | .917  | 1.5 | 1.7 | .3  | .2  | 5.6  |
| 2023-24  | Memphis   | 24  | 7   | 16.6 | .461 | .366 | .889  | 1.9 | 3.3 | .3  | .1  | 8.0  |
| Total    | Total     | 723 | 518 | 30.5 | .456 | .316 | .831  | 3.2 | 5.2 | .7  | .3  | 17.4 |
| All-Star | All-Star  | 3   | 2   | 21.0 | .517 | .667 | .500  | 1.3 | 4.0 | 1.3 | .0  | 11.0 |

### Playoffs
| Año   | Equipo    | PJ | PT | MPP  | %TC  | %3P  | %TL   | RPP | APP | ROB | TPP | PPP  |
| ----- | --------- | -- | -- | ---- | ---- | ---- | ----- | --- | --- | --- | --- | ---- |
| 2009  | Chicago   | 7  | 7  | 44.7 | .492 | .000 | .800  | 6.3 | 6.4 | .6  | .7  | 19.7 |
| 2010  | Chicago   | 5  | 5  | 42.4 | .456 | .333 | .818  | 3.4 | 7.2 | .8  | .0  | 26.8 |
| 2011  | Chicago   | 16 | 16 | 40.6 | .396 | .248 | .828  | 4.3 | 7.7 | 1.4 | .7  | 27.1 |
| 2012  | Chicago   | 1  | 1  | 37.0 | .391 | .500 | 1.000 | 9.0 | 9.0 | 1.0 | 1.0 | 23.0 |
| 2015  | Chicago   | 12 | 12 | 37.8 | .396 | .348 | .897  | 4.8 | 6.5 | 1.2 | .5  | 20.3 |
| 2018  | Minnesota | 5  | 0  | 23.8 | .509 | .700 | .857  | 1.8 | 2.6 | .4  | .0  | 14.2 |
| 2021  | New York  | 5  | 3  | 35.0 | .476 | .471 | 1.000 | 4.0 | 5.0 | .4  | .2  | 19.4 |
| 2023  | New York  | 1  | 0  | 3.0  | .000 | .000 | —     | .0  | 1.0 | .0  | .0  | .0   |
| Total | Total     | 52 | 44 | 37.7 | .426 | .322 | .845  | 4.3 | 6.3 | .9  | .5  | 21.9 |

## Récords
| Puntos: 50 - vs Utah Jazz, 31 de octubre de 2018 Porcentaje de tiros de campo: 12/14 (.857) - vs Oklahoma City Thunder, 18 de marzo de 2009 Tiros de campo convertidos: 19 - vs Utah Jazz, 31 de octubre de 2018 Tiros de campo intentados: 34 - vs Detroit Pistons, 18 de diciembre de 2015 Tiros libres convertidos (sin errar): 14 - vs Milwaukee Bucks, 7 de marzo de 2012 Tiros libres convertidos: 18 (OT) - vs Indiana Pacers, 18 de marzo de 2011 Tiros libres intentados: 21 (OT) - vs Indiana Pacers, 18 de marzo de 2011 Triples convertidos: 7 - vs Los Angeles Lakers, 8 de noviembre de 2018 Triples intentados: 12 - vs Golden State Warriors, 27 de enero de 2015 | Rebotes: 12 - 12, vs Phoenix Suns, 24 de noviembre de 2010 - 12, vs Detroit Pistons, 26 de diciembre de 2010 Rebotes ofensivos: 5 - vs Atlanta Hawks, 11 de noviembre de 2008 Rebotes defensivos: 11 - 11, vs Phoenix Suns, 24 de noviembre de 2010 - 11, vs Detroit Pistons, 26 de diciembre de 2010 Asistencias: 17 - vs Miwaukee Bucks, 26 de marzo de 2011 Robos: 6 - vs New York Knicks, 25 de diciembre de 2010 Tapones: 3 - 3, vs Washington Wizards, 22 de diciembre de 2010 - 3, vs Miami Heat, 15 de enero de 2011 - 3, vs Cleveland Cavaliers, 22 de enero de 2011 - 3, vs Toronto Raptors, 2 de abril de 2011 Pérdidas: 11 (OT) - vs Golden State Warriors, 27 de enero de 2015 Minutos jugados: 59:26 (3 OT) - vs Boston Celtics, 30 de abril de 2009 |

## Vida personal
A Rose se le conoce por el apodo de Pooh. Este apelativo se lo puso su abuela, cuando era pequeño, porque era rechoncho y amarillo como Winnie the Pooh. Tiene tatuado en el bíceps izquierdo un mago sujetando un balón de baloncesto, debajo de la palabra "Poohdini". Tiene su punto de ironía, ya que de pequeño desarrolló una fobia a las agujas médicas, rechazando incluso ser suturado cuando se hacía una herida abierta.
El 9 de octubre de 2012, su exnovia, Mieka Reese, dio a luz a su hijo.
Su agente y representante es el exjugador profesional B. J. Armstrong.
Rose ha dicho en varias ocasiones que es Cristiano. Suele llevar una banda con la frase "In Jesus' Name I Play", y varios tatuajes sobre su fe cristiana.
El 9 de septiembre de 2023 contrajo matrimonio con Alaina Anderson, en Beverly Hills, y la ceremonia fue oficiada por su amigo y también jugador Joakim Noah.

### Acusación de violación
En 2016, Rose se vio envuelto en una demanda civil para evaluar si él y dos amigos violaron a su exnovia en agosto de 2013. En los meses anteriores a la presunta violación en grupo, la chica, a la que se hace referencia como "Jane Doe" en las transcripciones judiciales, declaró que Rose la incomodaba pidiéndole que realizara actos sexuales para él o que implicara a otras personas en su vida sexual; y que a veces se enfadaba cuando ella se negaba. También mencionó que el día del incidente la drogaron en contra de su consentimiento, y que alternaba entre la consciencia y la inconsciencia. Durante el juicio, Rose expresó dificultad en discernir la definición de la palabra "consentimiento". A pesar de que quedó manifiesto que el encuentro sexual entre los cuatro se produjo, en octubre de 2016, un jurado de ocho miembros le declaró inocente. En 2018 se denegó un recurso de apelación, por lo que quedó fuera de culpa.